# Pulwy
Pulwy – rozległy obszar łąk, pastwisk, mokradeł i bagien, położony na północnym Mazowszu. Zajmuje ok. 60 km², na terenie gmin Rząśnik i Długosiodło. Pulwy położone są między Puszczą Białą a Narwią.

## Historia
Niegdyś cały teren zajmowały bagna, zasilane przede wszystkim źródłami i wodą z roztopów. W XX wieku teren został w większości zmeliorowany przez właściciela majątku w Rząśniku. Woda jest odprowadzana do Narwi kanałem przechodzącym przez wsie: Wincentowo, Cygany i Ulaski.
Część południowa Pulw to rozległe i bezdrzewne łąki, użytkowane rolnie i koszone. Dawniej były odwadniane nieistniejącą już strugą Pulewną, przy której do 1806 działał młyn. Od północy łąki ogranicza tzw. „Rząśnicka Droga”, idąca po nasypie dawnej kolejki do wywozu torfu. Od południa Pulwy stykają się z Puszczą Białą. Obszar przecina gęsta sieć kanałów, łącząca się z kanałem głównym. Północna część, położona na północ od „Rząśnickiej Drogi” i dochodząca do doliny Narwi, to mozaika łąk, pastwisk, pól uprawnych, zarastających dołów potorfowych, łozowisk i niewielkich lasków sosnowych. Obszar bagna Pulwy znajduje się na liście obszarów objętych programem Natura 2000.
Pierwsze plany niwelacyjne do skanalizowania w kierunku Narwi i osuszenia bagien sporządził rząd pruski w 1798. W związku z projektem w początku XIX w. na obszar Pulw przybyli osadnicy niemieccy. Pamiątką po nich są zdewastowane ewangelickie cmentarze położone we wsiach Wincentowo, Nury i Marianowo. Ewangeliccy mieszkańcy Pulw wznosili także kościoły i budynki szkolne. Drewniany kościół ewangelicki w Marianowie został w 1945 odkupiony przez ks. Stanisława Żuławskiego, proboszcza parafii św. Jana Chrzciciela w Kuninie, i przeniesiony do Kunina, gdzie stoi do dziś. Rząd Księstwa Warszawskiego nie podjął się realizacji projektu i jedynie właściciele dóbr prywatnych dokonywali doraźnych i nieumiejętnych prac melioracyjnych. W 1859 Komisja Rządowa Dóbr i Skarbu powróciła do projektu wraz z oczekiwaniem partycypacji właścicieli w kosztach jego realizacji. Projektu zaniechano w 1867. Część błot wydzierżawiono włościanom ze wsi Ochudno, zaś projekt sprzedaży pozostałej części nie powiódł się ze względu na brak chętnych. Bogactwem naturalnym były przede wszystkim pokłady torfu.
Bagna stanowiły schronienie dla powstańców listopadowych oraz podczas powstania styczniowego. W dniach 14 i 15 lipca 1863 oddział powstańczy stoczył w okolicy bitwę z wojskami carskimi. 
Po powstaniu styczniowym majątek jako majorat przejął carski płk. Czerewin, który stworzył klucz folwarków. W czasie I wojny światowej majątek znacjonalizowano. W 1918 Pulwy przejął Urząd Wojewódzki. Większość ziemi rozparcelowano, część zalesiono, a 800 ha ziemi przekazano Nadleśnictwu Leszczydół, które dzierżawiło ziemię gospodarzom. W 1922 powstał projekt melioracji Pulw, którego realizację rozpoczęto w 1927. W latach 1932–1934 wykonano główne prace odwadniające, w 1933 karczowanie i orkę, od 1934 siewy. W prace włączyła się młodzież męska z Junackich Hufców Pracy.
Decyzją Ministra Rolnictwa i Reform Rolnych z 8 marca 1935 na terenie części bagna Pulwy oraz folwarku Rząśnik utworzono Państwowe Gospodarstwo Łąkowe o charakterze rolno-hodowlanym i przetwórczym. Gospodarstwo było zmechanizowane, korzystało z nawozów sztucznych i naturalnych. Stosowano w nim doświadczalną hodowlę traw sprowadzanych z Ameryki, Japonii i Chin. Hodowano mleczną rasę bydła czerwonego. Gospodarstwo obejmowało (poza łąkami) 27 ha pastwisk, 20 ha traw nasiennych i 200 ha upraw rolnych (żyto, proso, owies, buraki pastewne i cukrowe, marchew, brukiew, rzepak, len i konopie). Rośliny oleiste sprzedawano olejarni w Gdyni, a siano wojsku. Rocznie gospodarstwo przynosiło dochód w wysokości ok. 100 tys. zł. Gospodarstwo uważane było za wzorcowe, dlatego organizowano do niego wycieczki.
Po II wojnie światowej w rejonie bagna Pulwy operował oddział Jana Kmiołka ps. Wir.
Teren Pulw włączono do Państwowego Gospodarstwa Rolnego w Rząśniku, które było jednym z największych tego typu w Polsce. W 1965 zrealizowano tu film Na łąkach PGR Rząśnik ilustrujący pracę wzorcowego PGR, a 23 września 1974 Edward Gierek odbył tu jedną ze swoich gospodarskich wizyt.
W środku Pulw znajduje się wieś Grądy Polewne, połączona z Porządziem i Rząśnikiem drogami idącymi po groblach.

## Ptaki
Niektóre gatunki ptaków występujące na terenie Pulw:
- myszołów zwyczajny i włochaty
- jastrząb
- krogulec
- pustułka
- kaczki: świstun, cyranka, rożeniec
- błotniak stawowy i łąkowy
- bocian biały
- sowa błotna
- dzięcioł czarny

Na terenie Pulw znajduje się obszar specjalnej ochrony ptaków „Bagno Pulwy” PLB140015, obejmujący 4112,4 ha.